# رادگاشت
رادگاشت (به آلمانی: Radegast) یک منطقهٔ مسکونی در آلمان است که در زودلیشس آنهالت واقع شده‌است. رادگاشت ۱٬۱۹۵ نفر جمعیت دارد.